# 鲍比·菲尔斯
鮑比·雷·菲爾斯二世（英語：Bobby Ray Phills II，1969年12月20日—2000年1月12日），前美國職業籃球運動員。場上位置為得分後衛和小前鋒。曾效力於NBA聯盟的克利夫蘭騎士和夏洛特黃蜂。

## 死因
2000年1月12日，作為夏洛特黃蜂隊員的菲爾斯在北卡羅來納州夏洛特的一場車禍中喪生。菲爾斯正以超過100英里/小時（160公里/小時）的速度跟在隊友大衛·韋斯利身後，他的保時捷突然打轉並衝入迎面而來的車流。它擊中了另一輛汽車，後者又被一輛小型貨車撞到了後方。後來其他兩輛車的駕駛都康復了，而菲爾斯則在現場被宣布死亡。